# 塞尚 (默尔特-摩泽尔省)
塞尚（法語：Seichamps，法語發音：[sɛʃɑ̃]）是法国默尔特-摩泽尔省的一个市镇，位于该省南部，属于南锡区。

## 地理
塞尚（48°42'57"N, 6°15'58"E）面积4.3 平方千米，位于法国大東部大區默尔特-摩泽尔省，该省份为法国东北部内陆省份，是洛林的一部分，北邻比利时、卢森堡，北起顺时针与摩泽尔省、下莱茵省、孚日省和默兹省接壤。
与塞尚接壤的市镇（或旧市镇、城区）包括：多马坦苏萨芒斯、埃塞莱南锡、莱特尔苏萨芒斯、拉讷沃洛特、皮尔努瓦。

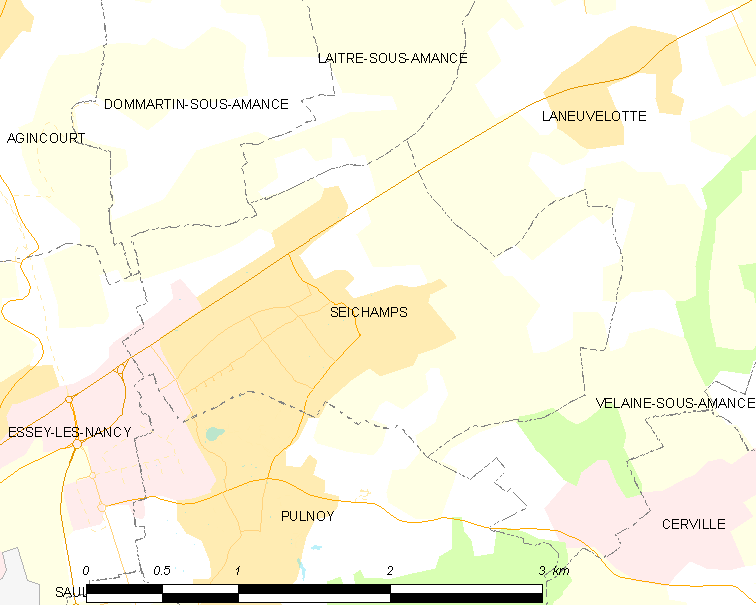
的OSM定位图

塞尚的时区为UTC+01:00、UTC+02:00（夏令时）。

## 行政
塞尚的邮政编码为54280，INSEE市镇编码为54498。

## 政治
塞尚所属的省级选区为格朗库罗内县。

## 人口

1962-2008年间人口变化图示

塞尚于2022年1月1日时的人口数量为5155人。